# Catedral de San Pedro (Bremen)
La catedral de Bremen (en alemán: Bremer o Dom St. Petri Dom Zu Bremen), está dedicada a San Pedro, es una iglesia situada en la plaza del mercado en el centro de la ciudad de Bremen, en el norte de Alemania. La catedral pertenece a la Iglesia Evangélica, un miembro de la organización del protestantismo que aglutina la llamada Iglesia Evangélica en Alemania.

## Historia

### Templos primeros

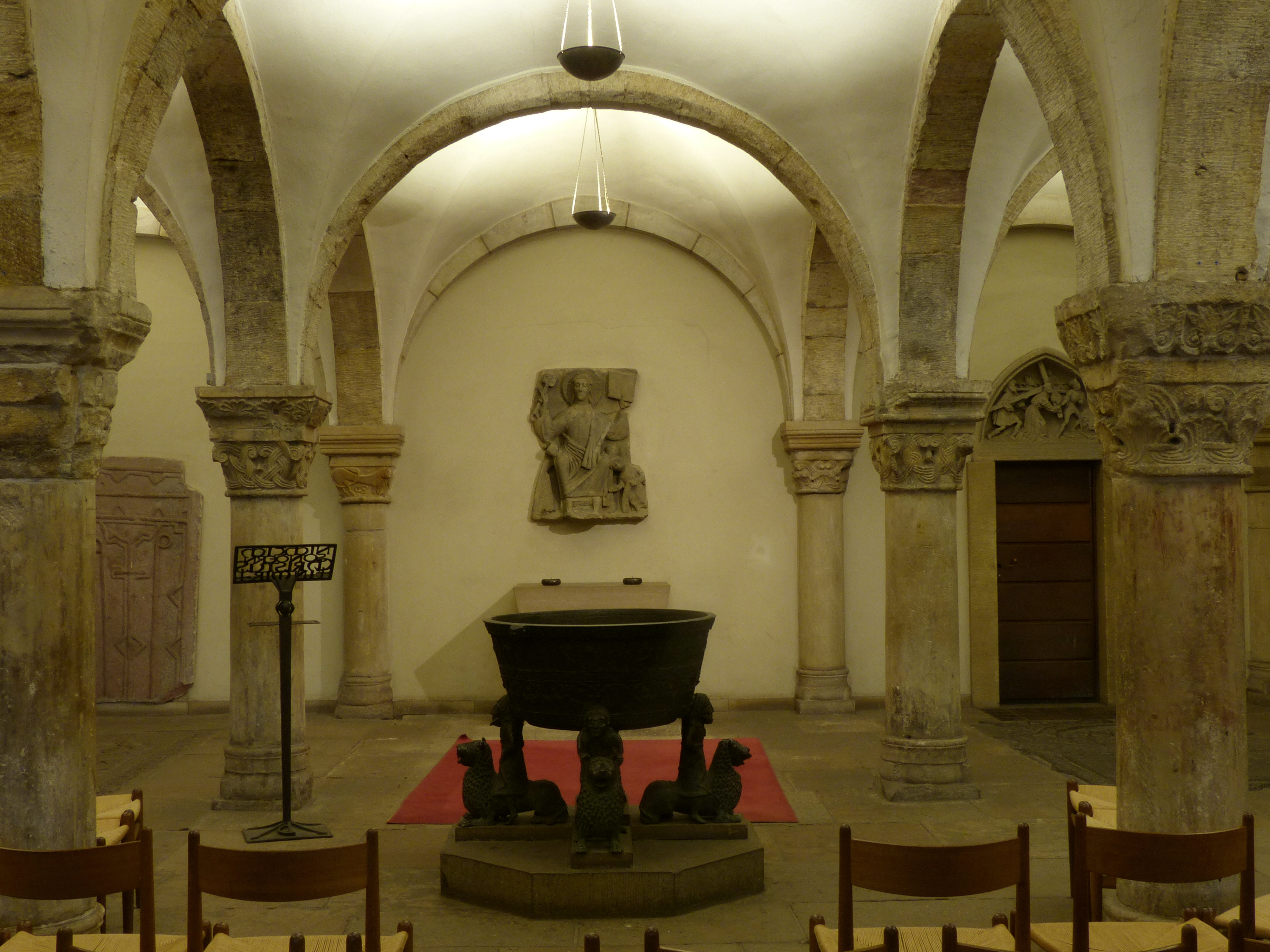
Una de las dos criptas del con Cristo del

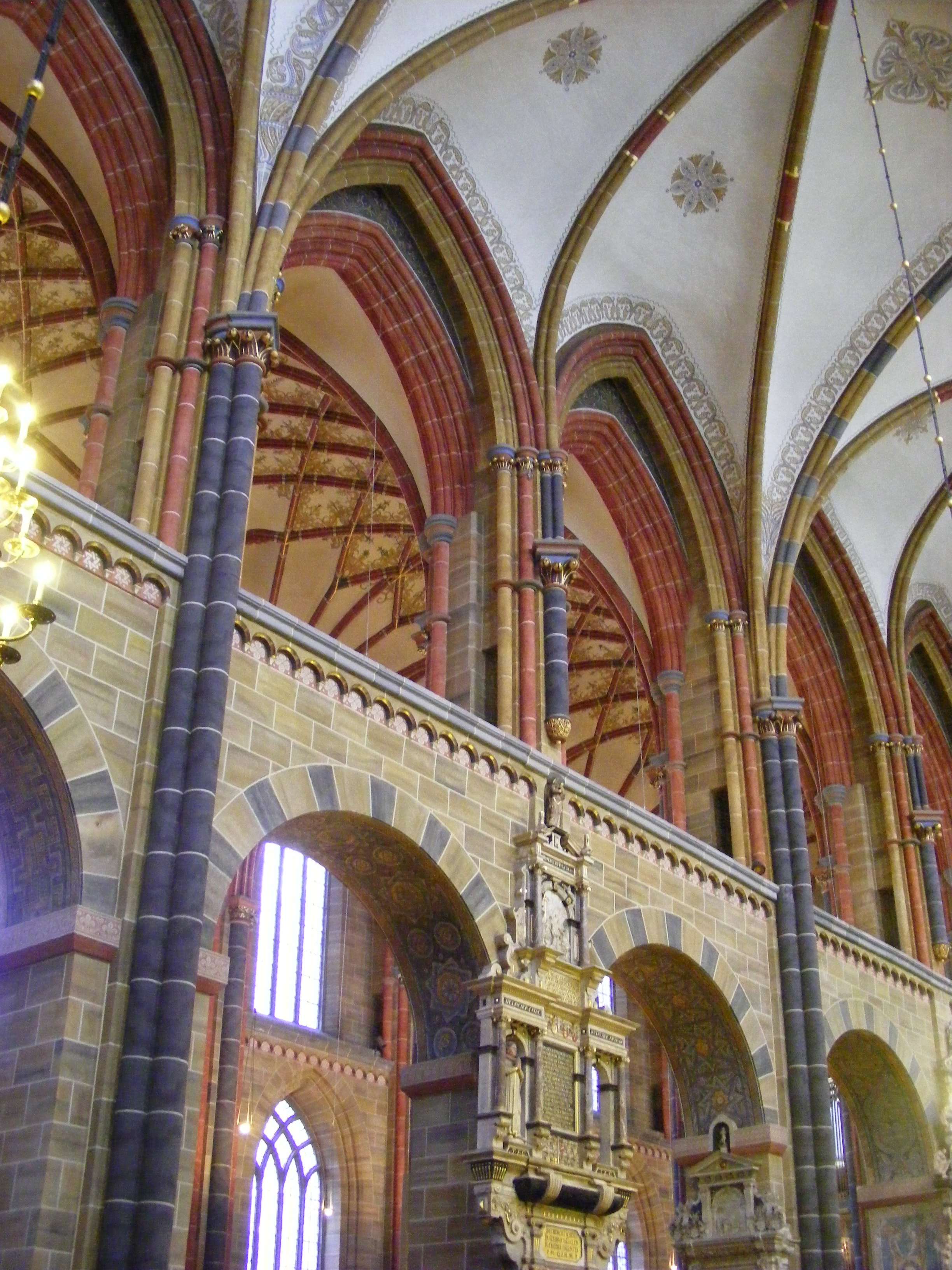
Vista de la nave central a la nave izquierda

La primera estructura que se puede verificar en el sitio de la catedral de San Pedro fue una iglesia de madera con vistas al río Weser y construida por San Willehad, uno de los primeros misioneros de los frisones. La iglesia fue edificada hacia el año 789 guardando relación con la creación de la diócesis de Bremen y con Willehad como primer obispo.
Sólo tres años después, los sajones atacaron y quemaron Bremen y su pequeña catedral de madera. No se mantiene ningún rastro de ella. Permaneció vacante durante trece años hasta que fue restablecida en virtud del Obispo Willerich en el 805. San Pedro fue construida como la iglesia catedral en piedra arenisca local en varias etapas. La catedral constaba de una nave central y dos laterales con un coro en cada extremo de la nave, manteniendo una forma típica de iglesia carolingia.
En 1041 la mayor parte de la catedral de Bremen fue destruida por un terrible incendio. El fuego también destruyó gran parte de la biblioteca de la catedral.

### Basílica románica

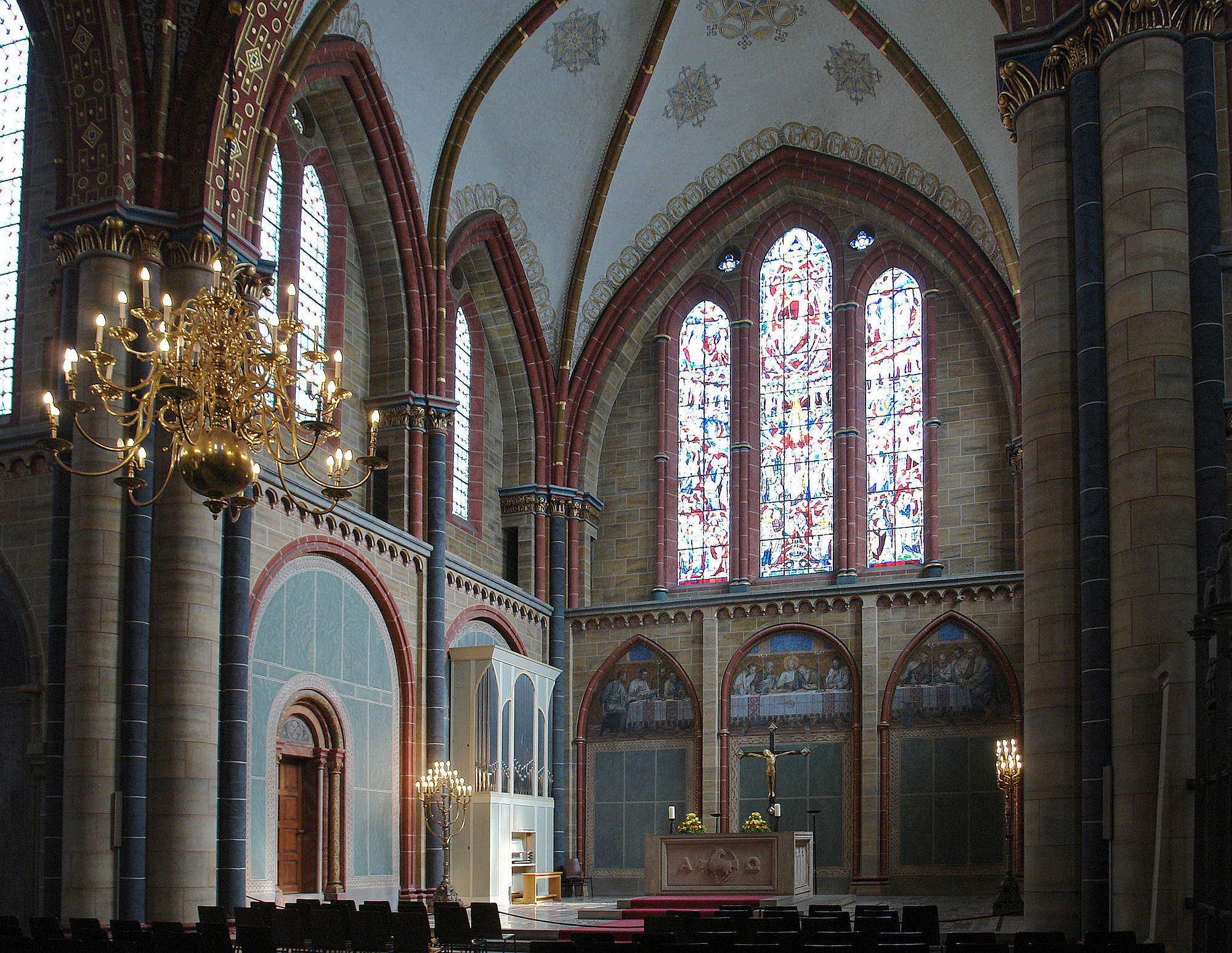
El coro

La catedral fue reconstruida con planta basilical de pilares con arcos de estilo Románico, con pavimento de madera y techumbre del mismo material. Adalberto también quería mejorar la reputación de la escuela de la catedral e invitó al Maestro Adam de la escuela de la Catedral de Magdeburgo, convirtiéndose en su director. Adam escribió después de 1072 Las obras de los Obispos de la Iglesia de Hamburgo, una historia de los esfuerzos misioneros al norte de Alemania y Escandinavia, en cuatro volúmenes.

### Bóvedas y torres
En el episcopado de Gebhard II (1219-1258) la iglesia fue remodelada para reflejar la nueva arquitectura gótica que se extendía por toda Europa. Debido a la escasez de construcción de piedra, la iglesia fue construida en ladrillo cocido, como muchos otros grandes edificios públicos y eclesiásticos en el norte de Europa. La basílica de techo plano se cambió a bóvedas con nervaduras, sello distintivo de la arquitectura gótica en las iglesias. Tiene una grande variación de bóvedas. Esta transformación tuvo lugar entre 1497 y 1511.
Después del siglo XIV, la catedral fue utilizada principalmente para celebraciones religiosas y eventos especiales, pero no a diario.

### Las Reformas
Cuando la ciudad libre de Bremen adoptó la Reforma luterana, el cabildo por de pronto quedó católico. Después de una intervención luterana se cerró la catedral en 1532. En 1547, también la mayoría del cabildo estuvo protestante. La catedral fue abierta con Alberto Rizeo Hardenberg como predicador, un reformador radical. Había enfrentamientos políticos, y la catedral fue cerrada otra vez. En 1581 el consejo municipal cambió a la doctrina reformada ("Segunda Reforma"), que era obligatoria en todas parroquias de la ciudad y su territorio. Por fin, el obispo abrió la catedral en 1638, y desde 1639 el consejo municipal aceptaba los cultos luteranos en el templo exterritorial.

### Daños de las torres
En 1538 la torre meridional, que portaba el reloj y todas las ocho campanas se derrumbó sin influjo externo. En 1625 la torre septentrional fue incendiada por un rayo. La torre septentrional fue restituida con un tejado simple, la torre meridional quedó hecha una ruina.

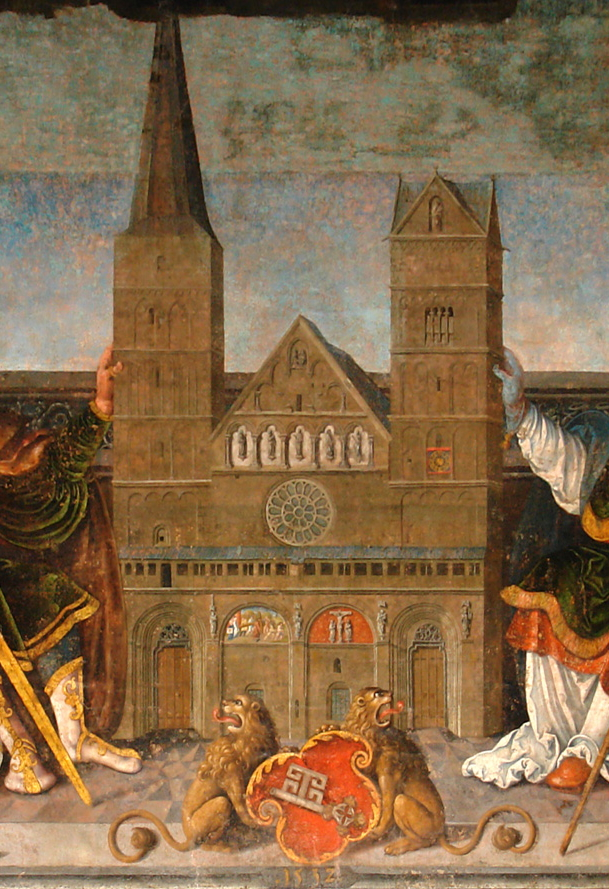
1532
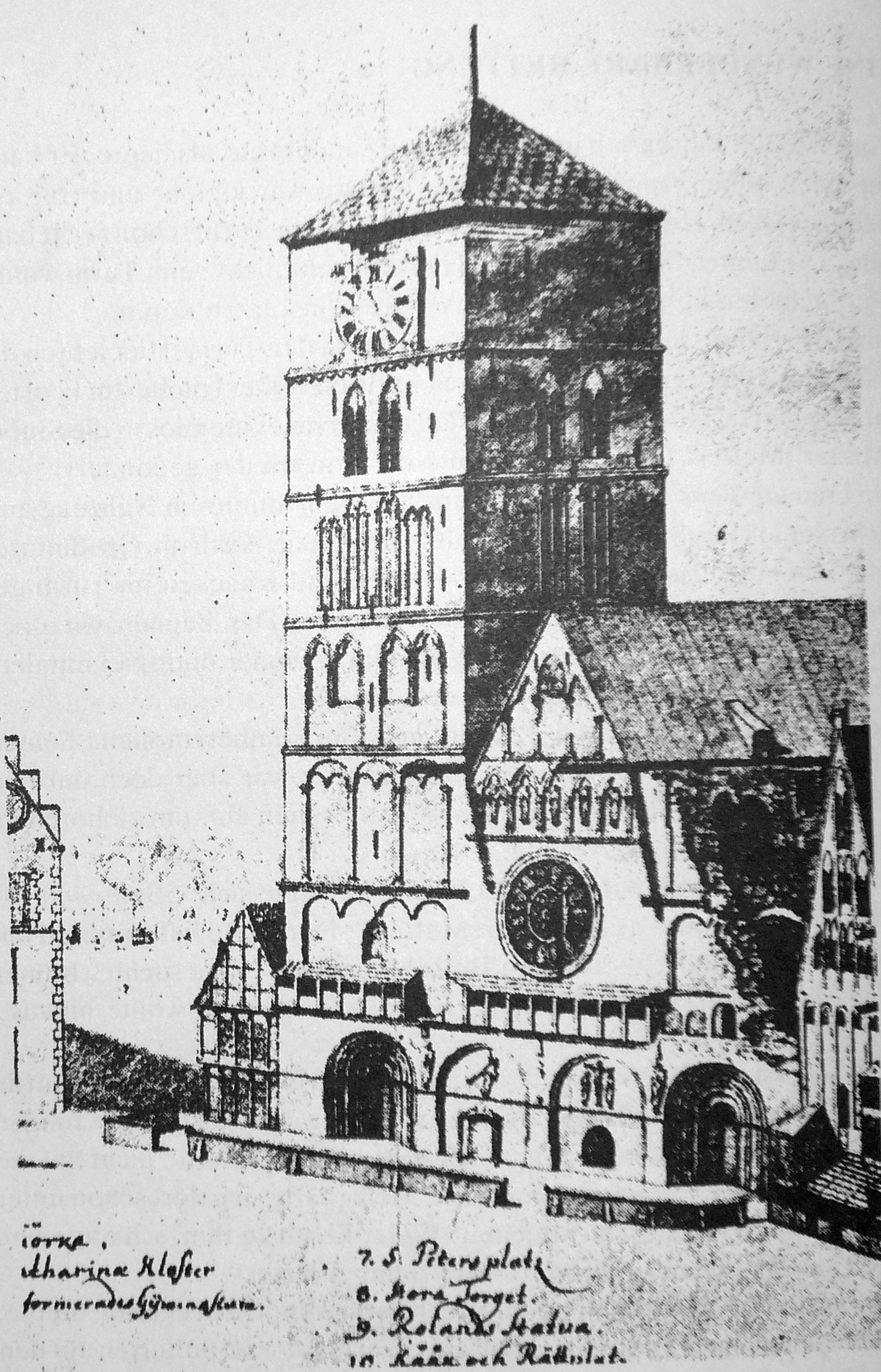
1695
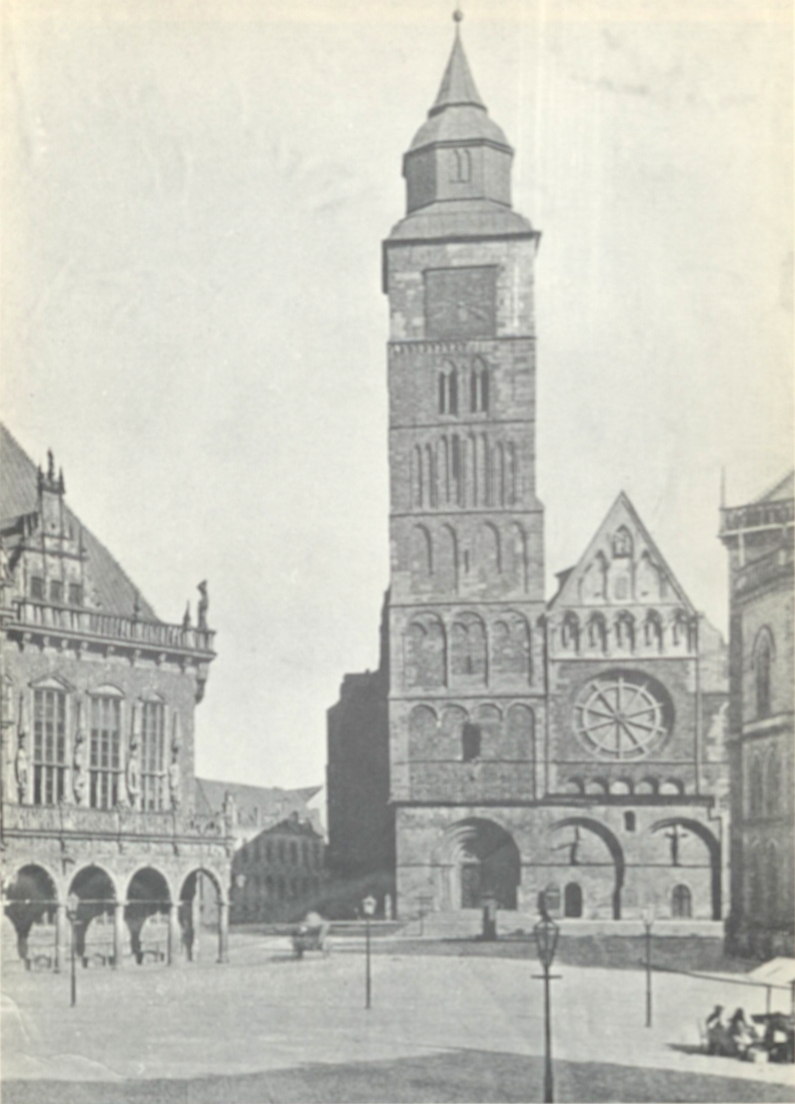
1880
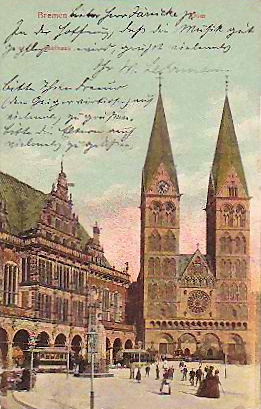
1908

### Templo luterano exterritorial
Como templo luterano, la catedral recibió unas innovaciones, en 1638 el púlpito actual, entre 1693 y 1698 un gran órgano de Arp Schnitger, entre 1694 y 1696 un altar mayor al ejemplo del altar papal de San Pedro del Vaticano, unos balcones por el número creciente de los feligreses – en 1800 dos de cada tres habitantes de la ciudad fueron luteranos. En 1767 la torre recibió un nuevo tejado. El rosetón gótico estaba permeable y fue sustituido con un rosetón simple.

### Parroquia luterana municipal
Con la mediatización del Sacro Imperio Romano Germánico en 1803, San Pedro y su barrio se hicieron parte del territorio municipal. En 1810 la comunidad luterana de la catedral fue reconocida como parroquia. Ésta continua a mantener los tejados y hacer reparaciones necesarias, pero las innovaciones fueron pagadas mediante donativos: Una modernización de los asientos, un nuevo altar mayor en estilo neogótico, un nuevo órgano y las primeras vidrieras policromadas después de la Reforma. El exterior de la catedral quedaba relativamente modesto.

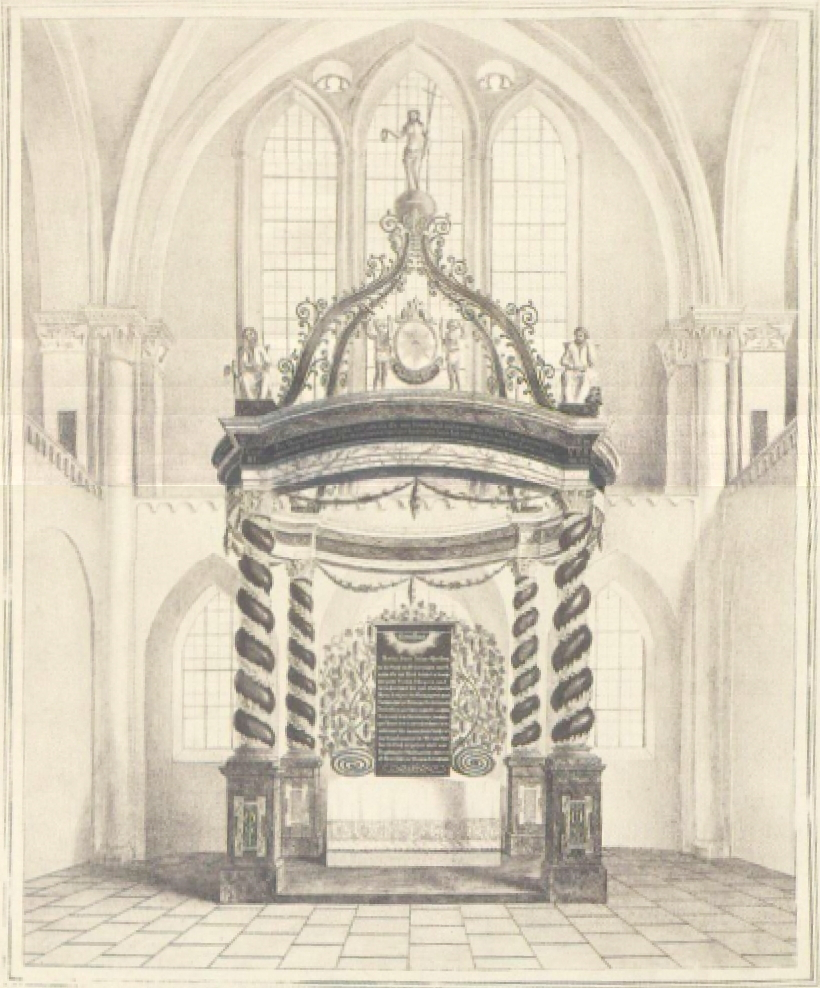
Altar mayor desde 1694/96 a 1839
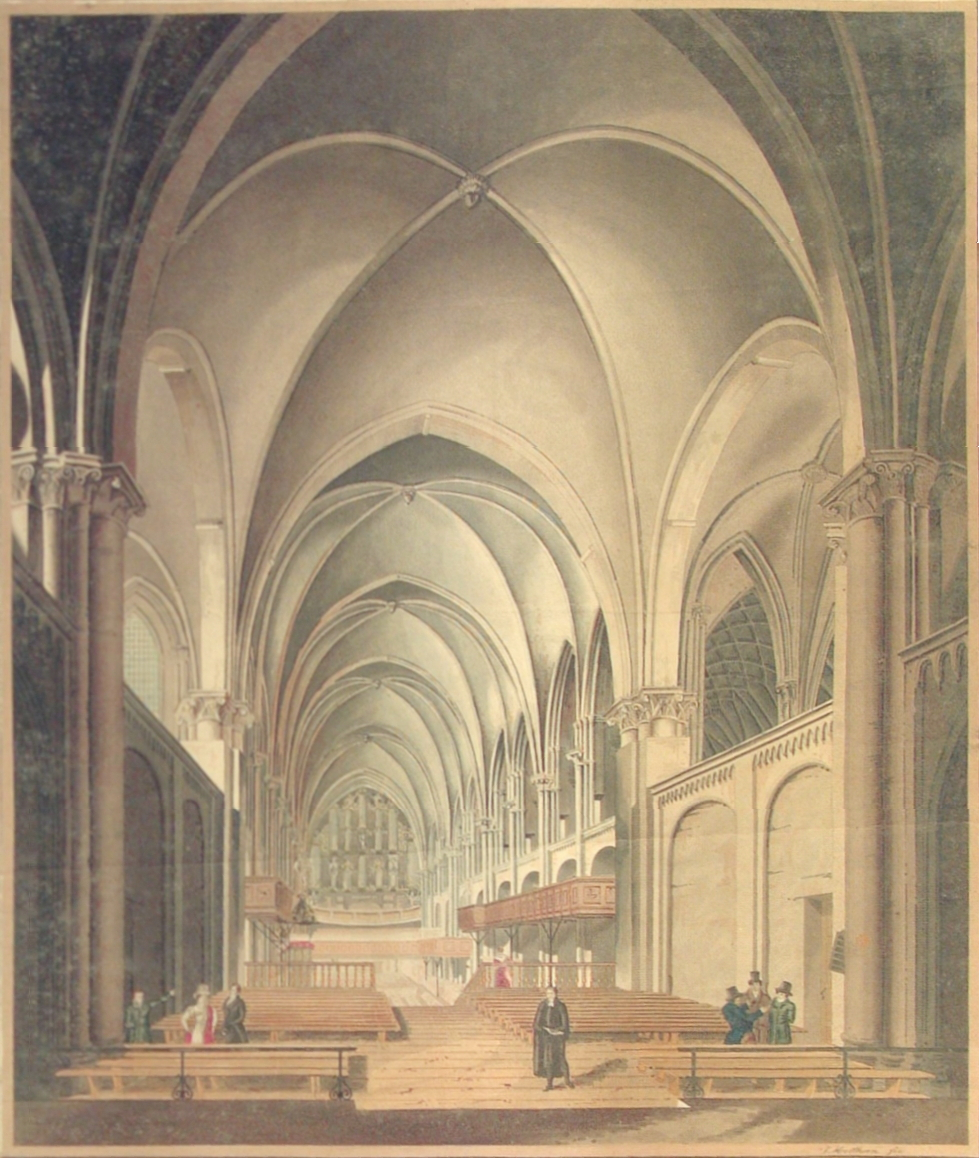
Nave central con el órgano de Arp Schnitger c. 1827
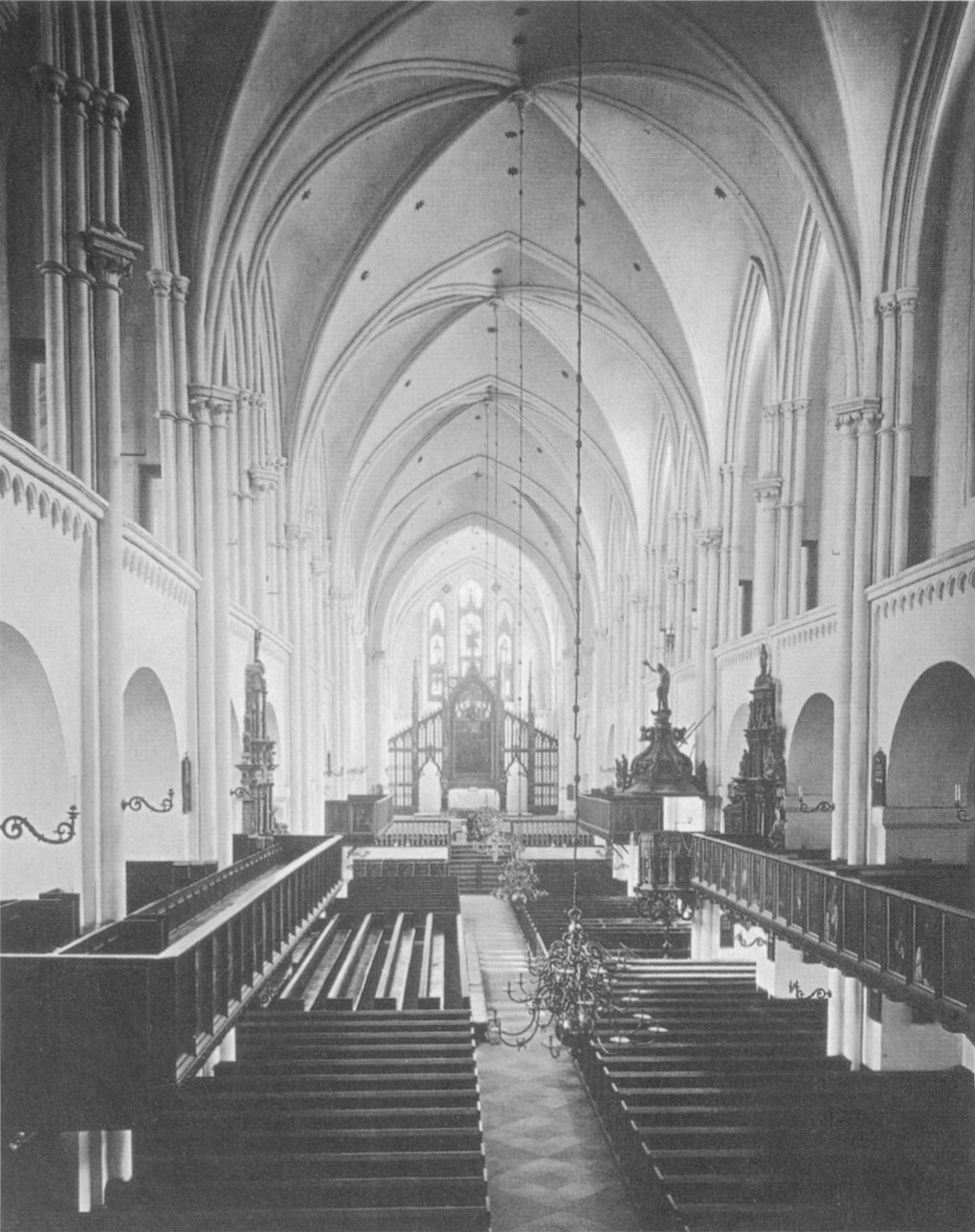
Nave central con altar neogótico en 1876
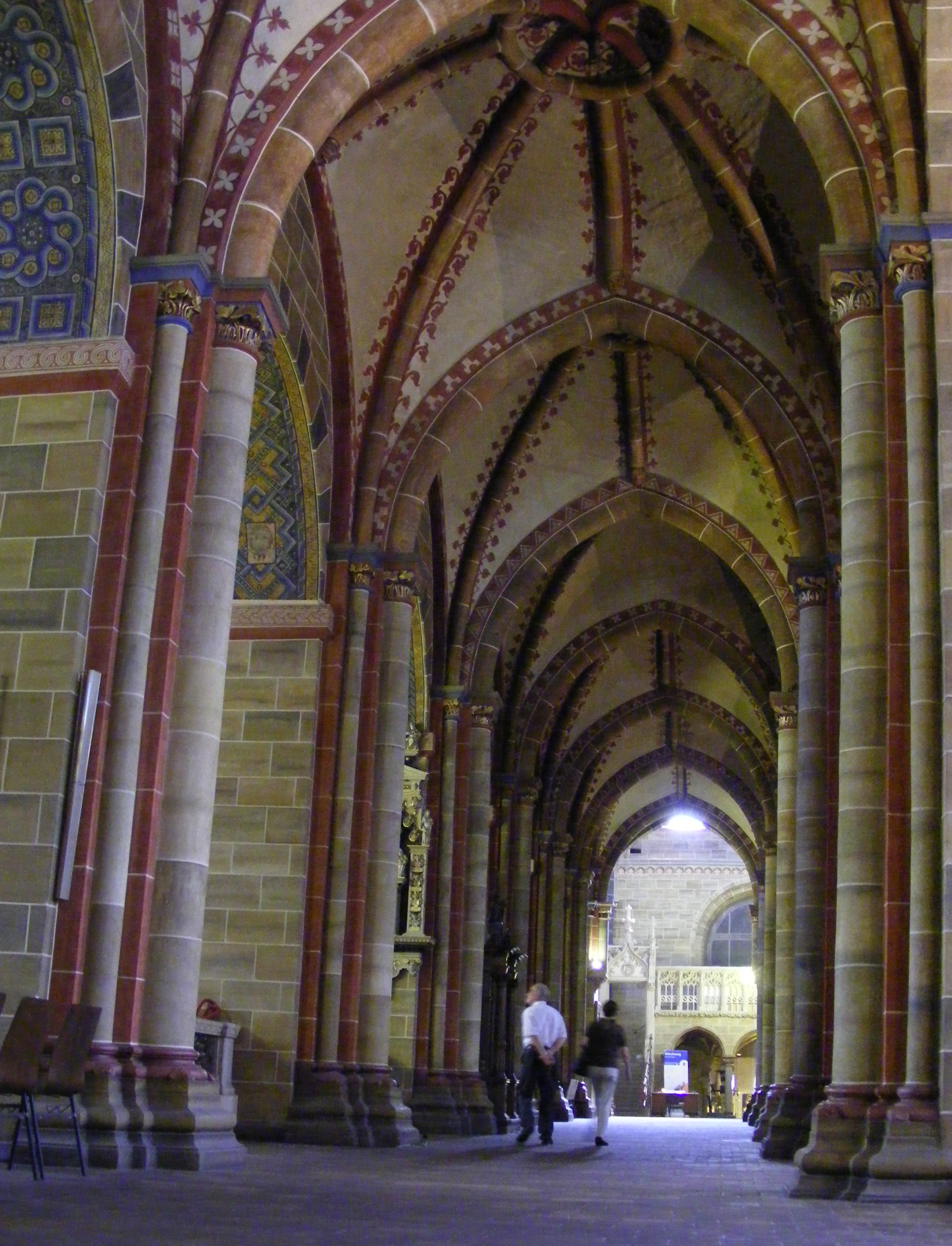
Nave colateral meridional

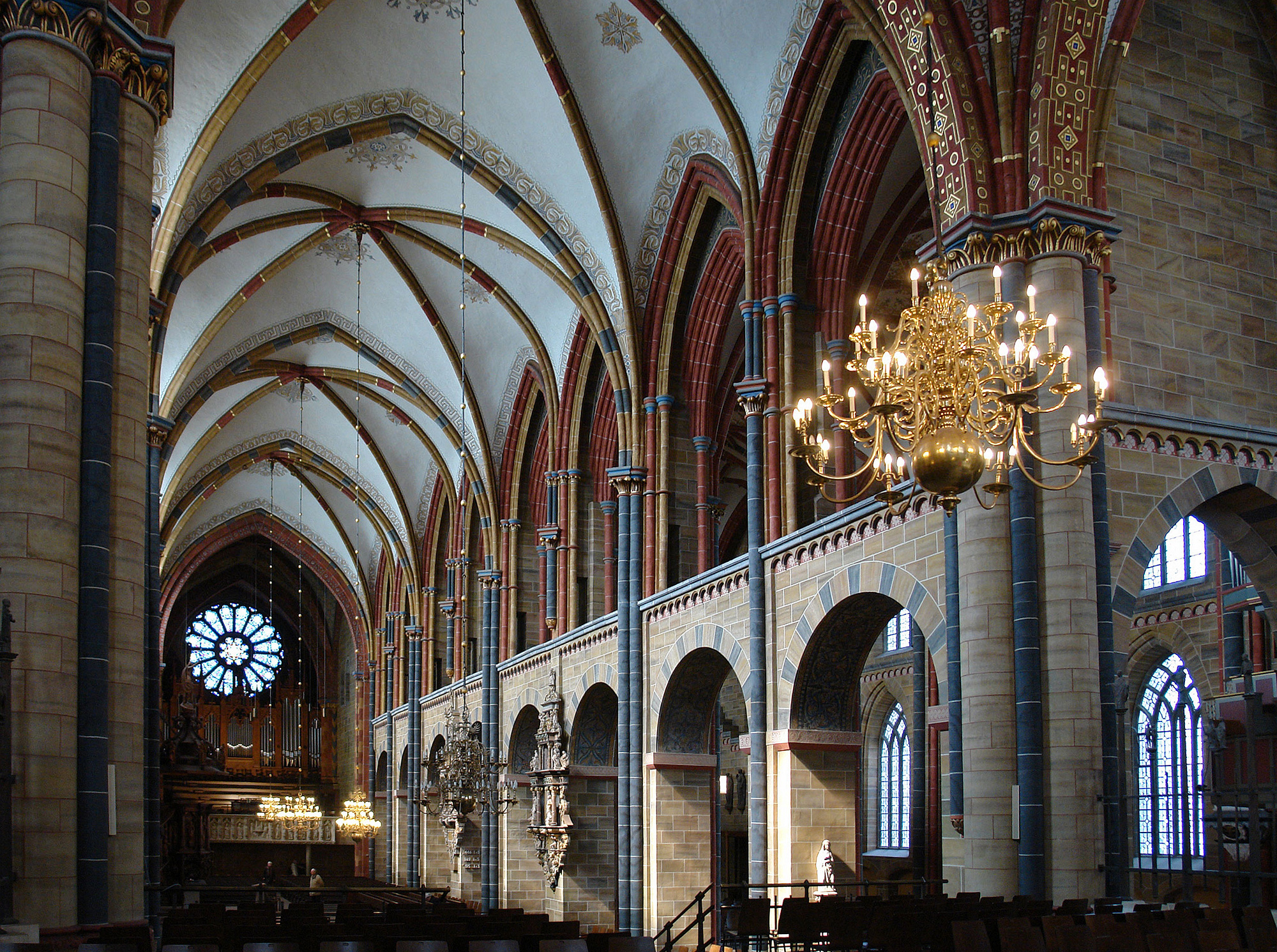
Nave central y órgano mayor

### La gran restauración

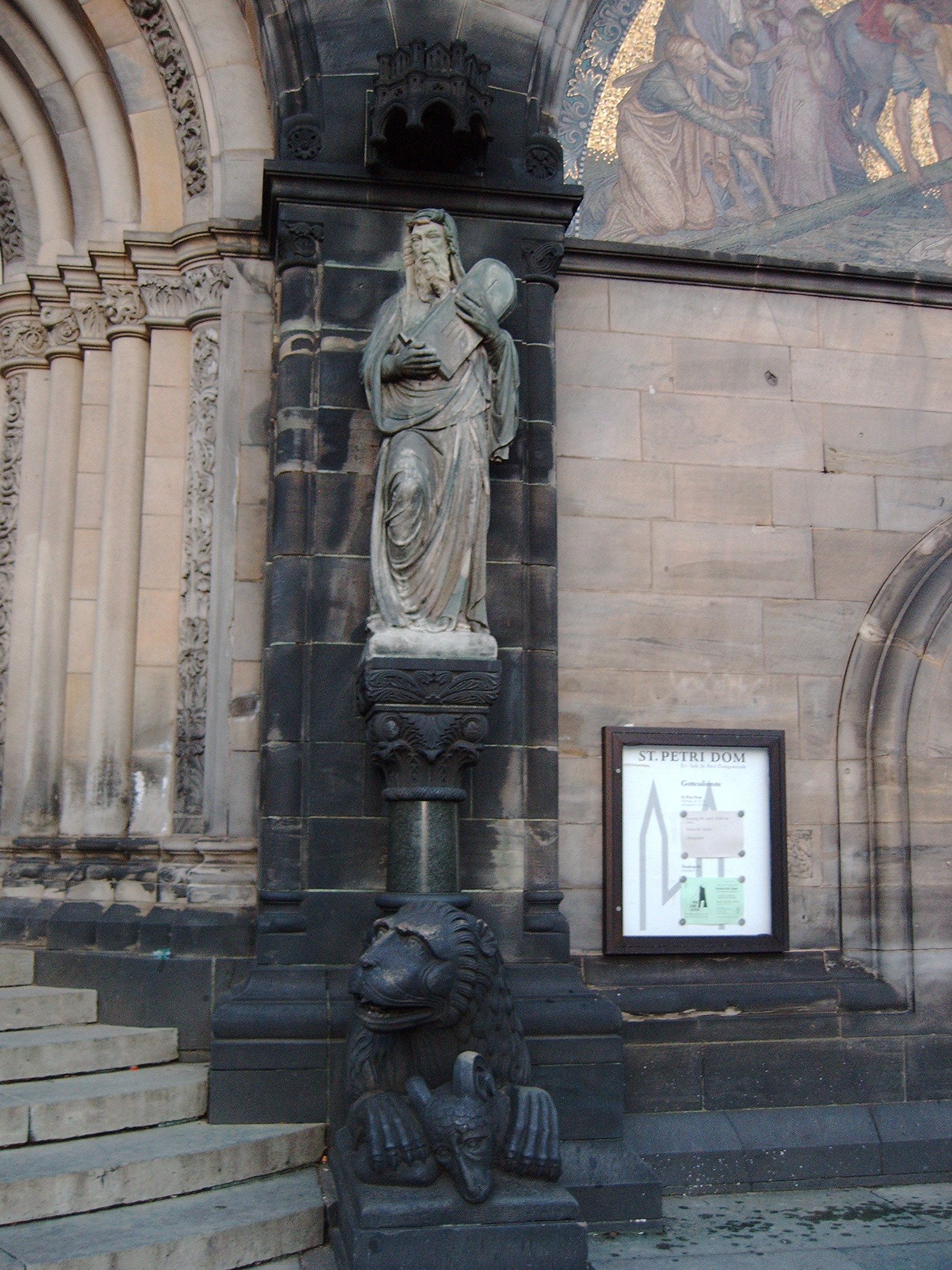
Moisés y león con cabra – una de las adiciones de la última década del

En la década de 1880 los ciudadanos de Bremen decidieron que la catedral debía ser restaurada y los trabajos comenzaron en 1888 y fueron terminados en 1901. Los trabajos fueron concebidos e iniciados por Max Salzmann, un arquitecto joven, quien murió en 1897, y continuados por Ernst Ehrhardt. A pesar de la intención de restituir el templo medieval, había adiciones historicistas como los pisos superiores de las torres occidentales, los mosaicos y unas esculturas y el cimborrio.
Este último se mostró demasiado pesado, y en 1911 el coro tuve que ser estabilizado.

### Después
En las últimas semanas de la Segunda Guerra Mundial, las bóvedas de la nave colateral septentrional fueron particularmente destruidas por unas bombas explosivas. Otras bóvedas fueron desestabilizadas por la misma detonación. 
Entre los años 1972 y 1981 la iglesia volvió a ser restaurada. Con estos trabajos había investigaciones arqueológicas sobre fundamentos de catedrales precedentes.

## Órganos

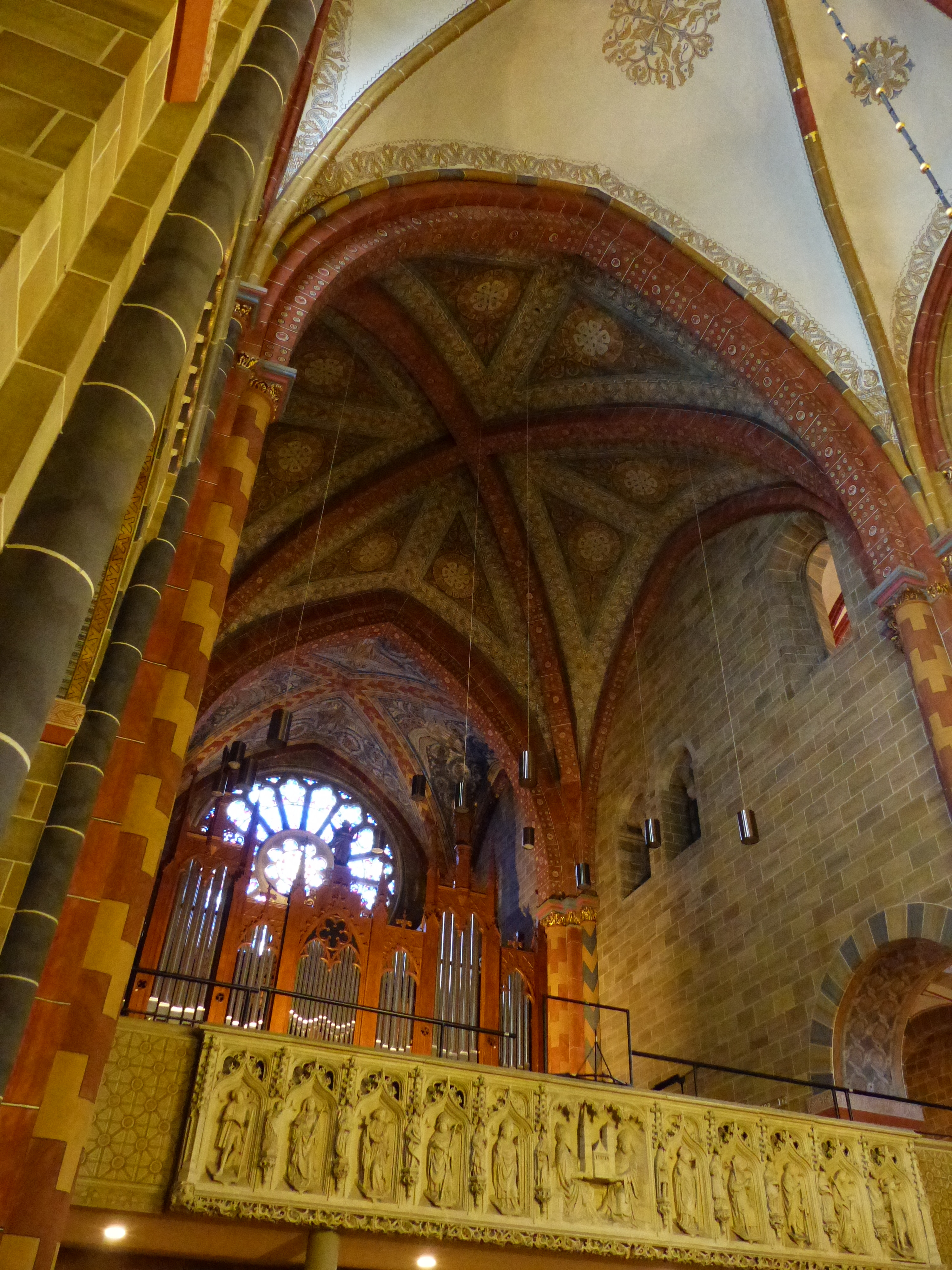
El órgano de Wilhelm Sauer al fin occidental de la nave central

Bremen tiene una larga tradición de música de órgano desde 1526. De 1698 a 1843 el famoso órgano construido por Arp Schnitger, uno de los mejores de la época barroca y responsable de grandes órganos. Hubo reemplazos del órgano Schulze y luego el órgano Wilhelm Sauer, que es uno de los mayores en el noroeste de Alemania. La catedral de hoy cuenta con cinco órganos en diferentes partes de la catedral y continúa la larga tradición de los grandes órganos y organistas.